# 叶音
叶音（也寫為「協音」）又稱為「叶韻」（協韻），指以改讀字音的方式，來讀《詩經》、《楚辭》、唐詩等韻文。
「叶音」此稱呼出自於南宋朱熹。宋代之前，學者並沒有「古韻」的概念，當他們用自己的發音唸先秦韻文時，發現並不協韻。有一些學者以為古書傳抄有誤，便擅自改變用字（最有名的是唐玄宗）。而其他大部分學者認為，這些字不協韻的原因，是因為發音不同，所以必須改變讀音。叶音说提出之後產生了很大的影響，《康熙字典》中的字就注有叶音的義項。

## 叶音舉例
例如朱熹在《詩經‧召南‧行露》二章與三章是這樣改變發音的：
第二章

誰謂雀無角（覺韻古岳切，朱叶盧谷反）

何以穿我屋（屋韻烏谷切）

誰謂女無家（麻韻古牙切，朱叶音谷）

何以速我獄

雖速我獄（燭韻魚欲切）

室家不足（燭韻即玉切）

朱熹認為這篇詩應該每個字都押韻，但是他用自己的發音唸，「角」和「家」不押韻，所以他改變了這兩字的發音。
第三章

誰謂鼠無牙（麻韻五加切，叶五紅反）

何以穿我墉（鍾韻餘封切）

誰謂女無家（麻韻古牙切，叶各空反）

何以速我訟（用韻似用切，叶祥容反）

雖速我訟

亦女不從（鍾韻疾容切）

相同道理，朱熹又改變了「牙」、「家」、「訟」三字的發音，卻造成了「家」在此兩章的發音不同。相同句子中的字，卻有不同發音，這是相互矛盾的。

## 叶音的本質
從本質上來說，叶音是因為古人沒有意識到語音會隨著時代的變遷而變化，今時不押韻的字用彼時寫作時的音來讀其實是押韻的。中古漢語離今較近，語音變化較小，但仍有部份韻部與今日普通話或國語不同導致不押韻，所以今日念唐詩仍有部份人使用叶音方法來保證押韻。而上古漢語去今已遠，不押韻的情況更甚。從明代陳第研究開始批判叶音，自此對上古音韻逐步了解，知道哪些字在上古漢語中可以押韻。
中华上古、中古时代的读音（见上古汉语拟音、中古音）与今天的读音差异甚远，甚至存在一些普通话早已消失的大舌颤音、入声，因此要求古诗符合现代读音的韵律显然是不合理的。

## 民間讀古詩常見叶音
- 遠上寒山石徑斜（xiá／ㄒㄧㄚˊ）
- 天似穹廬，籠蓋四野（yǎ／ㄧㄚˇ）
- 焜黃華葉衰（cuī／ㄘㄨㄟ）
- 鄉音無改鬢毛衰（cuī／ㄘㄨㄟ）